# Reinhold Backmann
Reinhold Richard Julius Backmann (* 1. Dezember 1884 in Leipzig; † 4. März 1947 in Wien) war ein deutscher Lehrer und Germanist.

## Leben
Backmann wurde am 1. Dezember 1884 als Sohn des Schneidermeisters Magnus Backmann geboren. Er besuchte von 1891 bis 1895 die Dritte Bürgerschule in Leipzig, von 1895 bis 1904 dann die Thomasschule. 1904–1911 studierte er Neuere Philologien an der Universität Leipzig, unter anderen bei Eduard Sievers, Emil Jungmann und Albert Köster. Unterbrochen wurde sein Studium durch einen Wehrdienst als Einjährig-Freiwilliger 1904/1905. In Leipzig promovierte er 1911 zum Dr. phil.; schon jetzt mit einer Arbeit über Franz Grillparzer (1909–1942), mit dem er sich auch später weiterhin beschäftigte. Von 1912 bis 1942 war er Lehrer für Deutsch, Französisch und Englisch in Plauen im Vogtland. Von 1914 bis 1919 diente er zunächst als Leutnant, dann als Oberleutnant an der Ostfront. 1919 wurde er für kurze Zeit Mitglied der Deutschnationalen Volkspartei. 1934 wurde er Mitglied im NS-Lehrerbund, beantragte nach der Lockerung der Aufnahmesperre am 27. Juli 1937 die Aufnahme in die NSDAP und wurde rückwirkend zum 1. Mai desselben Jahres aufgenommen (Mitgliedsnummer 4.764.081). 1939 wurde er Mitglied der SS; 1941 trat er dem NS-Fliegerkorps bei. 
1928–32 sowie ab 1942 lebte er in Wien, wo er im Auftrag der Stadt nach dem Tod des ursprünglichen Herausgebers August Sauer die insgesamt 42-bändige historisch-kritische Gesamtausgabe der Werke Franz Grillparzers fortführte. Für seine Verdienste wurde er 1941 von der Stadt Wien mit der Silbernen Grillparzer-Medaille ausgezeichnet (seine jüdische Mitarbeiterin Hilda Schulhof, eine Dissertantin Sauers, der er in der Vorrede zum achten Band 1936 seinen Dank für ihre unermüdliche Editionsarbeit ausgesprochen hatte, wurde im Jahr darauf hingegen ins Vernichtungslager Maly Trostinez deportiert und ermordet). 1942–1943 war er zunächst Lehrer an der nach dem „Anschluss“ Österreichs gleichgeschalteten und von den Nationalsozialisten umbenannten „Oberschule für Jungen in Wien“. 1943 wurde er Bibliotheksrat an der Stadtbibliothek Wien. Nach dem Ende des Zweiten Weltkriegs wurde Backmann am 24. Juli 1945 außer Dienst gestellt, durfte aber schon kurz darauf seine Tätigkeit wieder aufnehmen, um die Grillparzer-Ausgabe fertigzustellen. Er wurde am Hietzinger Friedhof bestattet.
Ein großer Teil seines Nachlasses befindet sich im Archiv der Wienbibliothek im Rathaus.

## Ehrungen
- Silberne Grillparzer-Medaille der Stadt Wien im Jahre 1941
- Eisernes Kreuz (1914) II. und I. Klasse
- Albrechts-Orden II. Klasse mit Schwertern
- Österreichisches Militärverdienstkreuz III. Klasse mit der Kriegsdekoration
- Ehrenkreuz für Frontkämpfer

## Schriften
- Die ersten Anfänge der Grillparzerschen Medeadichtung. Thomas & Hubert, Weida i. Th. 1910 (Diss., Universität Leipzig 1911).
- Der Kampf um das endgültige Grillparzer-Bild beginnt: Eine Ansprache. Deutscher Verlag für Jugend und Volk, Wien/Leipzig 1938, 16 S.

als Herausgeber
- Festschrift August Sauer. Zum 70. Geburtstag des Gelehrten am 12. Oktober 1925. Dargebracht von seinen Freunden und Schülern. Metzler, Stuttgart 1925

Editionen
- mit August Sauer: Franz Grillparzer: Sämtliche Werke in 42 Bänden. Historisch-kritische Gesamtausgabe, 1909–1948.